# Die Erschaffung der Geige

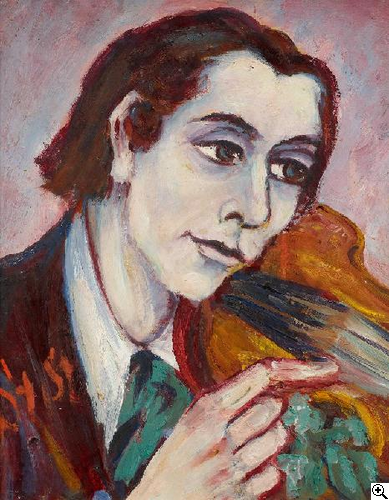
Stanislaus Stückgold Mann mit Geige

Die Erschaffung der Geige ist ein Märchen der transsilvanischen Roma. Es wurde erstmals 1890 von Heinrich von Wlislocki aufgezeichnet und für die Sammlung „Vom wandernden Zigeunervolke. Bilder aus dem Leben der Siebenbürger Zigeuner“ ins Deutsche übersetzt.

## Inhalt
Ein armes Paar wünscht sich vergeblich ein Kind, bis die Frau ihr Leid einer alten Frau klagt, der sie im Wald begegnet. Diese schickt sie mit den Worten heim: »Gehe nach Hause und zerschlage einen Kürbis, gieße Milch in denselben, und dann trinke sie. Du wirst dann einen Sohn gebären, der glücklich und reich werden wird!« Durch das Befolgen des Rats gebiert die Frau einen schönen Knaben, wird aber bald darauf krank und verstirbt. Als der Junge zwanzig Jahre alt ist, und auch der Vater gestorben, zieht er in die Welt, um sein Glück zu suchen. Er kommt in eine große Stadt, in der ein reicher König wohnt. Dieser besitzt eine wunderschöne Tochter, die er nur dem Mann zur Frau geben will, der etwas machen kann, was noch niemand auf der Welt gesehen hat. Viele Männer hatten schon vergeblich ihr Glück versucht und ihren Misserfolg mit dem Leben bezahlt. Etwas dumm, fragt der Jüngling den König einfach, was er tun solle, und wird dafür in einen dunklen Kerker geworfen. Dort wird es aber sogleich hell und die Feenkönigin Matuya erscheint. Sie gibt ihm eine kleine Kiste und ein Stäbchen. Er soll ihr Haare vom Kopf reißen und sie über die Kiste und das Stäbchen spannen. Dann soll er mit dem Stäbchen über die Haare der Kiste streichen, damit eine Geige entsteht, mit der er die Menschen froh oder traurig machen kann. Dazu lacht und weint die Matuya in die Geige. Der Jüngling führt seine neue Kunst sogleich dem König vor, der außer sich vor Freude ist und ihm seine schöne Tochter zur Frau gibt. „So kam die Geige auf die Welt.“ lautet der abschließende Satz des Märchens.

## Herkunft, Vergleich, Verbreitung
Vom Typus her handelt es sich um ein Volksmärchen und gehört zur Untergruppe der Zaubermärchen. Als Feenmärchen ist dabei mit der Gestalt der Matuya die Traditionslinie der indischen Zaubererzählungen erkennbar, wie sie häufiger in den Romamärchen zu finden ist. Matuya findet sich in der Mythologie der transsilvanischen, wie auch ungarischen, polnischen, russischen und serbischen Roma als die Königin der sogenannten Urmen oder Ursitory. Diese Feen sind ungewöhnlich schöne Frauen, die im Gebirge in Palästen wohnen, gerne singen und tanzen und somit auch für die Musik stehen.
Es handelt sich um eines der bekannteren Romamärchen, welches sich in verschiedenen Sammlungen wiederfindet, auch solchen, die sich nicht speziell den Romamärchen widmen. Es wird häufiger öffentlich erzählt, für Kinder als Hörspiel oder Märchenspiel aufgeführt oder als Unterrichtsmaterial genutzt. Ein weiteres Romamärchen mit demselben Titel, welches sich ebenfalls bei Wlislocki findet, ist kaum verbreitet, vermutlich wegen der eher verstörenden Erzählung und dem fehlenden glücklichen Ende: Eine junge Frau lässt sich mit dem Teufel ein, weil sie einen reichen Jäger begehrt, der sie aber nicht zur Kenntnis nimmt. Zu den Gaben des Teufels, die den Jäger anlocken sollen, gehört auch eine Geige, für die sie dem Teufel ihre ganze Familie opfert: Aus dem Körper des Vaters wird vom Teufel die Geige, aus dem der vier Brüder werden die Saiten und aus dem der Mutter wird der Bogen gefertigt. Das Märchen endet damit, dass der Teufel die junge Frau mitnimmt, weil sie ihn nicht anbeten will. Die Geige bleibt im Wald liegen, bis sie von einem vorbeiziehenden Zigeuner gefunden und mitgenommen wird. Gemeinsam ist beiden Märchen, dass auch hier der Geiger die Menschen mit seinem Instrument zum Lachen und zum Weinen bringen kann.
Da Entstehungsgeschichten meist eher in den Bereich der Mythen gehören, ist es eines der wenigen Märchen, in denen die Entstehung eines Musikinstrumentes beschrieben wird. Zu den wenigen weiteren gehört das ungarische Märchen „Die Geige“ und die Erzählung von der Entstehung der mongolischen Pferdekopfgeige. Beide unterscheiden sich aber inhaltlich von dem hier behandelten Märchen. Aus dem mythischen Bereich ist die Erzählung über die Entstehung der Panflöte aus der Verbindung der Nymphe Syrinx und dem Gott Pan bekannt.

## Interpretation
Rosemarie Tüpker interpretiert das Märchen anhand einer hermeneutischen Analyse der Einfälle heutiger Hörer und Leser des Märchens. Neben freien Einfällen zum Gesamt der Erzählung wurden dazu auch, wie in der Traumanalyse, bestimmte Einzelmotive hervorgehoben, wie z. B. „arm sein und lange Zeit keine Kinder bekommen“, „ein reicher König besitzt eine wunderschöne Tochter“; „etwas machen können, was noch niemand auf der Welt gesehen hatte“.
Zusammenfassend wird eine Polarität zwischen zwei „Welten“ hervorgehoben, deren Übergang in dem Märchen dargestellt sei. Die zunächst herrschende Welt sei gekennzeichnet durch die Kategorie von Armut und Reichtum. Damit sei das arme, noch nicht einmal zeugungsfähige, Paar zu Beginn der Geschichte ebenso gemeint wie der reiche und mächtige König, der eine Tochter nur besitzt und wie einen Preis auslobt ohne Rücksicht auf ihre Gefühle. In dieser Welt drehe sich alles um Haben oder Nicht-Haben, Erfolg oder Versagen, darum, dass man etwas machen kann oder nicht. Auch der Wettbewerb gehöre dieser Sphäre an. Aber das, was gesucht werde, könne man nicht machen und nicht befehlen und so gelinge es nur mit Hilfe der Wesen, die nicht aus dieser Welt stammen, der alten Frau am Anfang der Erzählung und der Matuya, diesen psychologischen Bereich zu überschreiten.
Mit der Geige, die hier prototypisch für die Musik als Ganzes stehe, sei eine andere Welt gekennzeichnet, in der es um Gefühle gehe, um die Fähigkeit, im anderen Gefühle auszulösen. Charakteristischerweise sei das Neue, was noch niemand gesehen habe, etwas, was man hören müsse. Der Bau der Geige wird auch als ein Symbol für das Zusammenbringen des Weiblichen und des Männlichen verstanden und damit für eine Welt, in der es ein Begehren gibt. Psychoanalytisch gehe es hier um das Erreichen einer Triangulierung und um Generativität. Aus dem Männlichen und Weiblichen entstehe als ein Drittes die Musik, die fröhlich und traurig stimmen könne. Damit sei nun eine ganz andere Macht am Werke als die des Befehlens und Gehorchens, die Macht der Gefühle. Sie bewege innerlich und mache Beziehung möglich. Dass diese Ebene zuvor fehlte, wird noch einmal darin untermauert, dass den Hörern aufgefallen sei, dass weder der Jüngling noch die Tochter aus einer geschlechtlichen Verbindung zu kommen schienen. Am Jüngling scheine der Vater wie nicht beteiligt, im Kontext der Tochter tauche keine Mutterfigur auf.
Im Hinblick auf die Musik und die Geige wird betont, dass alle Hörer sich darin einig gewesen seien, dass beides dazu gehöre, das Lachen und das Weinen, Freude und Trauer, Liebe und Tod, so wie die Musik für all diese Gefühle stehe und diese ausdrücken könne. Die Geige wird als besonders gefühlvolles Instrument empfunden. Anders als in dem Märchen brauche es aber in Wirklichkeit langjähriger Übung, um damit die eigenen Gefühle ausdrücken zu können und im Anderen etwas zum Schwingen zu bringen.